# Syracuse (Indiana)
Syracuse es un pueblo ubicado en el condado de Kosciusko en el estado estadounidense de Indiana. En el Censo de 2010 tenía una población de 2810 habitantes y una densidad poblacional de 503,92 personas por km².

## Geografía
Syracuse se encuentra ubicado en las coordenadas 41°25′19″N 85°44′59″O / 41.42194, -85.74972. Según la Oficina del Censo de los Estados Unidos, Syracuse tiene una superficie total de 5.58 km², de la cual 4.63 km² corresponden a tierra firme y (17%) 0.95 km² es agua.

## Demografía
Según el censo de 2010, había 2810 personas residiendo en Syracuse. La densidad de población era de 503,92 hab./km². De los 2810 habitantes, Syracuse estaba compuesto por el 95.73% blancos, el 0.6% eran afroamericanos, el 0.07% eran amerindios, el 0.68% eran asiáticos, el 0.04% eran isleños del Pacífico, el 1.57% eran de otras razas y el 1.32% pertenecían a dos o más razas. Del total de la población el 5.2% eran hispanos o latinos de cualquier raza.